# Dispersione scolastica
Con dispersione scolastica si fa riferimento a una criticità del sistema scolastico, la cui evidenza, a livello locale, nazionale e internazionale, è il mancato conseguimento entro certi tempi, da parte di una certa quota di minori e di giovani, del livello di istruzione previsto come obbligatorio. Frequenze irregolari, bocciature, frequenti malattie, cambiamenti di sede, passaggi di indirizzo, analfabetismo o scarso apprendimento anche quando la scuola viene frequentata regolarmente, rappresentano sintomi della dispersione, presente sia nei Paesi ricchi sia nei Paesi poveri.
È un fenomeno complesso che interessa diversi ambiti, tra loro correlati:  la statistica, per la rilevazione quantitativa dei dati riguardanti gli indicatori della dispersione; la sociologia e la psicologia, relativamente all'analisi del fenomeno e alle sue cause; la politica, in merito alla definizione delle misure da adottare per il contrasto del fenomeno, dall'individuazione delle responsabilità e delle risorse, con lo stanziamento di fondi; l'ambito formativo, orientativo e socio-assistenziale, mirato all'attuazione di interventi per contrastarlo. È coinvolto infine l'ambito giuridico, relativamente all'applicazione di sanzioni per punire il reato, se previsto dalla legge, di mancato assolvimento dell'obbligo, ovvero di "evasione scolastica".

## Aspetti sociali e psicologici della dispersione scolastica
Incidono sulla dispersione la "situazione socio-economica della persona, il sostrato formativo della famiglia, i fattori di attrazione del mercato del lavoro, il rapporto con la scuola e i con i programmi educativi offerti, le caratteristiche individuali e caratteriali della persona", come emerge dalle analisi di gran parte degli studiosi e degli istituti di ricerca, tra cui, in Italia, ISTAT e INVALSI. 
L'adolescenza, la poca comprensione da parte delle famiglie e la digressione culturale sono elementi principali che allontano i giovanissimi dalla scuola. Il desiderio di trovare un "rifugio" dai propri demoni interiori è decisamente più elevato rispetto all'impegno scolastico. La dimensione psicologica gioca un ruolo decisivo nell'apprendimento, se i ragazzi non si sentono spinti verso il desiderio di scoprire le proprie risorse interne, gli interessi, le attitudini e le vocazioni. Ad oggi, è fondamentale proporre agli alunni una didattica innovativa, capace di stimolare la curiosità, il pensiero e la riflessione degli studenti, coinvolgendoli in compiti autentici e offrendo percorsi personalizzati e coinvolgendo le famiglie. 
( Opportunità formative e disagio giovanile. Un’indagine sulla dispersione scolastica nella provincia di Crotone. (PDF), su it.monithon.eu, 2007-2008. URL consultato il 6 luglio 2022.)
Il disagio sperimentato dai minori che frequentano la scuola dell'obbligo ha due componenti: la prima è di tipo evolutivo e deriva dalla crescita individuale in un contesto poco familiare rappresentato dalla nuova realtà in cui i soggetti vengono catapultati; la seconda è di tipo ambientale e deriva dal contesto sociale in cui i soggetti vivono, tra cui anche la famiglia.
Qualora i fattori del disagio ambientale si aggiungano al disagio evolutivo, le influenze esterne possono aggravare la situazione evolutiva ed abbassare ulteriormente la stima che la persona ha di se stessa.
quando il minore vive situazioni di maltrattamento fisico, di maltrattamento psicologico, di abuso sessuale, di violenza istituzionale e altre condizioni che potenzialmente possono condurre il minore a rischio di devianza»
( Gulia Maggiolo, Giovani poco interessati o male sociale?, su socialnews.it. URL consultato il 6 luglio 2022.)

## Difesa sociale. La dispersione come fenomeno da reprimere
In alcuni paesi, le assenze ingiustificate possono precludere la possibilità di ottenere buoni voti o impedire la promozione, rimandandola all'anno seguente, fino al recupero del tempo perso per le assenze ingiustificate attraverso lo svolgimento di una combinazione di lavori socialmente utili, multe o doposcuola. Molti Stati provvedono alla formazione di personale specializzato competente nell'arresto e nel piantonamento dei giovani evasori. Altri Stati hanno anche il potere di revocare la patente di guida per coloro che hanno compiuto sedici anni.
In Australia, i dirigenti scolastici, in molti casi, contattano direttamente la polizia per combattere la dispersione, in particolare, quelle che sono situate in prossimità delle stazioni di polizia, sono dotate di speciali strumenti di videosorveglianza che possono identificare i ragazzi. Il governo locale, inoltre, ha promosso degli interventi nei confronti dei genitori finalizzati alla prevenzione della dispersione tramite la minaccia della perdita dei benefici fiscali previsti per famiglie in particolare status di bisogno.
In Danimarca, i benefici dei servizi sociali possono essere diminuiti o sospesi per quei giovani che non frequentano la scuola. Non tutti i paesi ricorrono a tale strategia per riportare i ragazzi a scuola. Altre giurisdizioni sono intente a concentrarsi nel periodo successivo alle ferie estive perché alcuni gruppi etnici prevedono il ritorno in patria per motivi culturali. Nella città di Aarhus, ad es., 155 ragazzi non hanno fatto più ritorno a scuola per una settimana dopo l'inizio delle lezioni. Una ricerca dell'aprile 2009 ha scoperto che su 4000 soggetti, almeno un terzo presenta un numero di assenze fino a due settimane.
In Finlandia gli evasori possono anche essere tratti in arresto o quanto meno trascorrere un periodo di tempo in una comunità di accoglienza. La polizia, tuttavia, non è competente al controllo quanto piuttosto gli stessi insegnanti che sono tenuti a denunciare le evasioni all'autorità giudiziaria. Se l'evasione si protrae ulteriormente, possono essere comminate delle sanzioni pecuniarie ai genitori, in modo da indurli a seguire più da vicino i propri figli nelle attività scolastica. 
In Germania i genitori degli evasi da scuola senza una giustificazione legittima sono denunciati a piede libero dalla scuola. Se questi si rifiutano di collaborare o sono recidivi nella loro condotta, gli assistenti sociali possono richiedere alla polizia di piantonare i ragazzi a scuola e, in casi estremi, chiedere al Tribunale di sottrarre la potestà genitoriale o quanto meno porne dei severi limiti.
In Inghilterra, i fallimenti riscontrati nel garantire la frequenza scolastica hanno indotto l'autorità giudiziaria a comminare sanzioni penali sia ai genitori che ai minori. In tal modo, la polizia può prelevare con la forza un figlio da casa o da qualsiasi altro luogo in cui si trovi e piantonarlo a scuola.
In alcuni paesi, come in Canada e gli Stati Uniti, gli agenti di polizia che hanno il minimo sospetto che un minore evada la scuola, possono direttamente trarlo in arresto. Solo a Los Angeles nel 2008 sono stati arrestati oltre 12000 minorenni per aver evaso la scuola.
In Italia, salvo deroghe eccezionali, le assenze per un numero di ore superiore al 25% del totale delle ore di lezione annue invalida l'anno scolastico. La mancata osservanza, da parte del minore, dell’obbligo di istruzione elementare è un reato previsto dal codice penale (art. 731). Segnale di dispersione è la mancata iscrizione o la frequente assenza di studenti iscritti per motivi non giustificati, diversamente, ad esempio, dai motivi di salute; le situazioni, in particolare, variano da scuola a scuola e sono solitamente specificate nei manuali di intervento delle autorità di polizia. 
All'opposto, in Polonia, il 21 marzo rappresenta un'occasione informale per i giovani evasori per incontrarsi e confrontarsi. Similmente, gli studenti americani celebrano il Senior Skip Day.

## Il diritto all'istruzione. La dispersione scolastica come fenomeno da prevenire
Complementare ad un approccio sanzionatorio a carico dei soggetti in dispersione, considerata questa come condizione di devianza, di marginaliità dei giovani e quindi potenzialmente pericolosa per la società,  l'approccio preventivo è fondato sulla considerazione della necessità di rispondere al diritto all'istruzione di tutte le persone, quale condizione per renderle capaci di esercitare la cittadinanza e sufficientemente autonome e responsabili per trovare un'occupazione. In quest'ottica, il ruolo dell'agente di polizia è visto talora come un residuo del XIX secolo, quando i giovani devianti erano rinchiusi negli istituti mandamentali.

### Azioni preventive
Grazie alle risorse tecnologiche disponibili, le scuole, anche italiane, per rilevare direttamente le presenze possono installare macchine obliteratrici, dotando ogni studente di un tesserino magnetico; per comunicare le assenze, possono avvisare i genitori delle assenze in tempo reale, tramite sms. Per interventi diretti a studenti a rischio possono coordinarsi con gli altri soggetti responsabili del territorio. Questi accorgimenti, insieme ai sistemi di rilevazione tradizionale e di videosorveglianza, hanno una funzione preventiva.
La prevenzione della dispersione, sui cui effetti incidono azioni di recupero e di orientamento, ad ampio raggio, a livello locale è generalmente disposta di concerto con le risorse del territorio, a partire da quelle cui la norma affida precise responsabilità, quali la scuola, il comune, le associazioni di genitori, i servizi per l'impiego, ma anche la parrocchia, e quanti possono contribuire a risolvere o quanto meno isolare il problema, che può essere affrontato direttamente conoscendo le situazioni - tutte diverse tra di loro - che lo determinano. In tal modo è possibile aiutare i ragazzi della scuola dell'obbligo ad accrescere la stima in se stessi, a sviluppare le proprie potenzialità, a migliorare il proprio rendimento scolastico, a creare in generale le condizioni che riducono le probabilità di abbandono della scuola.
Per il controllo del fenomeno, a livello regionale e nazionale, le ITC consentono l'aggiornamento dell'anagrafe degli studenti da parte delle scuole; questi strumenti assumono un ruolo chiave, restituendo ai decisori politici dati che permettono di gestire le risorse e definire le politiche per il miglioramento degli interventi, anche con riferimento agli indirizzi delineati all'interno di un coordinamento internazionale, come accade in Europa.

## Italia
Limitatamente alla scuola primaria, l'inosservanza dell'obbligo scolastico si configura come violazione del codice penale (Art 731 codice penale), pertanto, nonostante l'obbligo scolastico sia fissato a 16 anni, non costituisce reato nelle scuole primarie e secondarie di secondo grado. I sindaci e i dirigenti scolastici sono comunque tenuti a vigilare l'adempimento dell'obbligo scolastico 
ISTAT pubblica annualmente i dati sulla scuola, anche relativi ad indicatori di dispersione, tra i quali: 
- Giovani dai 18 ai 24 anni d'età che abbandonano prematuramente gli studi
- Popolazione 15 anni e oltre per titolo di studio.

I dati sugli abbandoni annuali, per istituto, sono pubblicati nel Rapporto di autovalutazione (RAV) da parte di ciascuna istituzione scolastica, inserito nello spazio dedicato all'interno del portale del Ministero dell'Istruzione  Ministero dell'Istruzione, Scuola in chiaro, su cercalatuascuola.istruzione.it.

### Dati 2014
Nel 2014 la quantificazione ufficiale offerta da Eurostat, secondo la quale il tasso di abbandono scolastico in Italia si sarebbe attestato al 17%, con un deciso miglioramento di 6 punti percentuali di riduzione in 10 anni, lascerebbe presagire il certo raggiungimento
dell'obiettivo italiano, deciso dal Governo italiano nel 2011, del 15-16%; l'obiettivo europeo per il 2020 è tuttavia del 10%). La disaggregazione del dato per
genere segnala come il problema riguardi quasi esclusivamente la componente maschile della popolazione, avendo quella femminile già raggiunto l'obiettivo da
cinque anni. La disaggregazione territoriale mostra invece come il fenomeno continui a interessare in misura più sostenuta il Mezzogiorno, con punte del 25,8% in Sardegna, del 25% in Sicilia e del 21,8% in Campania(dati riferiti al 2012 – MIUR 2013). L'indagine "LOST.Dispersione scolastica, il costo per la collettività e il ruolo di scuole e terzo settore", promossa dall'ong WeWorld insieme alla Fondazione Giovanni Agnelli e all'Associazione Bruno Trentin, ha voluto esplicitare una lettura del fenomeno anche dal punto vista economico, attraverso l'analisi dei dati sulle frequenze scolastiche forniti da Istat, incrociando dati anagrafici (popolazione residente) e dati amministrativi (iscritti e diplomati) provenienti dalle scuole. Il rapporto tra diplomati e popolazione nella fascia d'età rilevante (convenzionalmente presa a 19 anni, ma i risultati non cambierebbero se si prendesse una media su un intervallo più ampio tipo 18-20 anni) evidenzia che ogni anno il 23,8% della popolazione non raggiunge un titolo di scuola secondaria che dia accesso all'università. Il fenomeno può apparire ancora più grave se invece si ritiene di poter desumere una stima dei tassi di abbandono a partire dai dati sulle mancate reiscrizioni dichiarate dalle scuole e raccolti dal MIUR.
( Daniele Checchi (a cura di), LOST. Dispersione Scolastica, il costo per la collettività e il ruolo di scuole e terzo settore (PDF), su ejbn4fjvt9h.exactdn.com, 2014,  p. 9. URL consultato il 6 luglio 2022.)

### Dati 2016
Secondo il rapporto realizzato da Save the Children intitolato "Liberare i bambini dalla povertà educativa: a che punto siamo?''il tasso di dispersione si aggira attorno al 13,8%. Sicilia, Sardegna, Campania, Calabria e Puglia, collocandosi ai primi posti, necessitano di interventi per porre rimedio alla povertà di offerta educativa legata anche a condizioni di indigenza molto rilevanti".

### Dati 2017
Secondo il rapporto Benessere equo e sostenibile (BES) 2018 pubblicato dall’Istat, il 14% dei giovani tra i 18 ed i 24 anni ha abbandonato gli studi dopo aver conseguito la licenza media. Come negli anni passati Sardegna, Sicilia, Campania, Puglia e Calabria si classificano, in ordine, ai primi posti ed al di sopra della media italiana.

### Dati 2018
In Italia, nel 2018 si sono verificati alti tassi di dispersione scolastica, variabili tra il 18 e il 26%. Dati preoccupanti per l'istituzione scolastica che, costantemente, cerca di attuare misure di "prevenzione giovanile", in special modo sulla didattica.